# (34292) 2000 QK151
2000 QK151 (asteroide 34292) é um asteroide da cintura principal. Possui uma excentricidade de 0.13800140 e uma inclinação de 9.16489º.
Este asteroide foi descoberto no dia 25 de agosto de 2000 por LINEAR em Socorro.